# Тонгасс (национальный лес)
Национальный лес Тонгасс (англ. Tongass National Forest, /ˈtɒŋɡəs/) — национальный лес на юго-востоке Аляски, США. Тонгасс — крупнейший национальный лес в Соединенных Штатах площадью 17 миллионов акров (69 000 км²).
Тонгасс охватывает острова архипелага Александра, фьорды и ледники, и пики Берегового хребта. Граница с Канадой (провинция Британская Колумбия) идёт вдоль Берегового хребта. Главный офис лесной службы находится в Кетчикане. В городах Крэйг, Хуна, Джуно, Кетчикан, Питерсберг, Ситка, Торн-Бэй, Врангель и Якутат расположены местные офисы.

## История

Карта Национального леса Тонгасс, Аляска, 1940 г.

Национальный лес архипелага Александра был создан Теодором Рузвельтом 20 августа 1902 года. Затем в своём заявлении от 10 сентября 1907 года он объявил о создании Тонгасского национального леса. 1 июля 1908 года два национальных леса были объединены в лесную зону, охватывающую большую часть Южной Аляски. Следующие президентские указы (16 февраля 1909 и 10 июня 1925) расширили территорию леса.